# Kiko Veneno
José María López Sanfeliu, més conegut com a Kiko Veneno (Figueres, 3 d'abril del 1952) és un músic de flamenc-pop.

## Biografia
Fill de militar i mestressa de casa, va créixer a Cadis i Sevilla. Va estudiar Filosofia i Lletres i va viatjar per Europa i els Estats Units, on va assistir a concerts d'artistes que l'han influenciat, com ara Frank Zappa i Bob Dylan, però, curiosament, també allà va descobrir (o redescobrir) el flamenc. El 1975, en una trobada que canviaria la seva vida, va conèixer els germans Rafael i Raimundo Amador, amb els quals forma el grup Veneno. El 1977 van publicar un disc titulat amb el nom del grup i produït per Ricardo Pachón. Encara que no té gran repercussió en el seu moment, és considerat en l'actualitat un disc fonamental de la música en espanyol.
El 1979 va col·laborar al mític disc La leyenda del tiempo de Camarón de la Isla, que popularitzaria la seva rumba Volando Voy. El 1982 va publicar el seu primer elapé en solitari, Seré mecánico por ti, produït per José Luis de Carlos, després dels quals seguirien alguns d'altres, sense obtenir gran repercussió comercial. Durant els 80 va fer cançons per a Martirio, a la que també li va produir el seu primer disc, i va realitzar diverses col·laboracions amb el programa de televisió La bola de cristal com a compositor i cantant. Tanmateix, no aconseguia viure professionalment de la música i compaginava les seves tasques artístiques amb feina de programador cultural en la Diputació de Sevilla.
El 1992 va passar a formar part de la plantilla de BMG-Ariola i va començar una nova etapa en la seva carrera, potser la més fructífera, amb la publicació dels àlbums Échate un cantecito (1992) i Está muy bien eso del cariño (1995), ambdós produïts per Jo Dworniak. El primer conté cançons com Echo de menos, Lobo López, Joselito o En un Mercedes blanco, que es converteixen en èxits i li permeten de dedicar-se en exclusiva a la música. Per presentar aquest disc va realitzar una gira amb, entre d'altres, Raimundo Amador i Santiago Auserón. Aquest últim, tot just sortit de Radio Futura, estava forjant el seu projecte en solitari, Juan Perro, i va donar suport decisiu a Kiko en la preparació d'Échate un cantecito. Quant al disc de 1995, destaca el disseny de la coberta, realitzat per l'estudi de Xavier Mariscal, així com la presència a la guitarra flamenca en tots els temes de Raimundo Amador, que, juntament amb la producció de Dworniak, confereix al disc un so totalment únic.
Aquesta etapa de la seua carrera i vida ha quedat documentada per l'Alejandro G. Salgado, en el seu treball Un día Lobo López, que va veure la llum el 2022.
Després d'uns altres tres discs de llarga durada, Kiko va acabar el seu contracte amb Ariola amb bastant males relacions (afirmaria més tard que el poc suport de la discogràfica va ser el que va impedir que fes més àlbums de la qualitat d'Échate un cantecito i Está muy bien eso del cariño) i va decidir que a partir d'aquell moment, tots els seus discs serien editats i comercialitzats per ell mateix, tant per mitjà de la distribució tradicional com aprofitant les oportunitats que ofereix internet. El primer disc d'aquest projecte musical i empresarial és Gira mundial, gravat al costat de Pepe Begines (de No ne pises que llevo chanclas), en un concert a Punta Paloma davant d'uns 200 milions de formigues i unes 15 persones. El 2005 enregistra amb la segell Nuevos medios El hombre invisible. El 1999 va visitar l'Argentina per única vegada: va donar una sèrie de tres concerts en La Trastienda, amb un singular èxit de crítica i de públic. Malgrat això, la companyia per a la que gravava mai va satisfer a l'artista, que volia que la seva música s'edités també a l'Argentina i Xile.
En 1992 Kiko va crear el grup Mártires del Compàs amb Chico Ocaña, però després no va prosseguir l'aventura. El 2007 forma junt amb Los Delinqüentes, Tomasito i Muchachito Bombo Infierno el grup G5. El seu primer CD, Tucaratupapi, conté el senzill 40 forajidos, una àcida crítica a les emissores de ràdio fórmula i a la política de les multinacionals discogràfiques.

## Discografia

### Veneno
- Veneno (CBS, 1977).
- El pueblo guapeao (Twins, 1989).

### Kiko Veneno
- Seré mecánico por ti (Epic, 1981).
- Si tú, si yo (Epic, 1984) - maxisingle.
- Pequeño salvaje (Nuevos Medios, 1987).
- Échate un cantecito (BMG Ariola, 1992).
- Está muy bien eso del cariño (BMG, 1995).
- Punta Paloma (BMG, 1997).
- Puro veneno (BMG, 1998)
- El hombre invisible (Nuevos Medios, 2005).
- Dice la Gente (Warner, 2010).
- Sensación térmica (Warner, 2013).

### Kiko Veneno i Pepe Begines
- Gira mundial (Elemúsica, 2002).

### G5
- Tucaratupapi (2007)

### Recopilacions
- Un ratito de gloria (BMG, 2001)[3]